# بوسطن ليغال
بوسطن ليغال (بالإنجليزية: Boston Legal) مسلسل قانوني درامي-كوميدي أمريكي، أنتجه دايفيد إي. كيلي، عرض المسلسل في الأساس على قناة ABC من 3 أكتوبر 2004 حتى 8 ديسمبر 2008 اشتقاقا من المسلسل The Practice. ورث بوسطن ليغال نفس الشخصيات القانونية من المحامين العاملين في الشركة القانونية كرين، بوول، وشميدت Crane, Poole & Schimidt.

## نبذة عن الإنتاج
قبل عرض المسلسل، كان عنوانه المستخدم وقت الإنتاج فليت ستريت Fleet Street، في دلالة على الشارع الموجود في أرض الواقع في بوسطن حيث مكاتب شركة كرين، بوول، وشميدت، تغير العنوان إلى The Practice: Fleet Street ليتغير أيضا إلى العنوان الحالي Boston Legal عند عرضه. يقع المبنى الحقيقي حيث مكاتب الشركة في 500 بويلستون ستريت الذي يبعد 12 دقيقة من فليت ستريت.
المنتجون استعانوا بالكاتب البريطاني السير جون مورتيمر، منتج المسلسل القانوني البيرطاني رامبول أوف ذا بايلي Rumpole of the Bailey كمستشار.

## المسلسل
معظم حلقات The Practice الأخيرة ركزت على تقديم الشخصيات الجديدة من شركة كرين، بوول، وشميدت كتحضير لإطلاق بوسطن ليغال، افتتح عرض المسلسل على قناة ABC في 3 أكتوبر 2004، ليلي افتتاح عرض المسلسل Desperate Housewives.
في 30 نوفيمبر 2004، أعلن عن انضمام كانديس بيرغن، في دور شخصية شيرلي شميدت، الشريك الرئيس في الشركة، كما وأعلن عن رينيه أوبيرجونوا عضوا رئيسا في البطولة.
نهاية الموسم الخامس كان في الاثنين 8 ديسمبر 2008 على قناة ABC، كانت حلقة من ساعتين، أظهر العرض بيع الشركة إلى شركة صينية بسبب وضع كرين، بوول، وشميدت المالي المتردي، لم يكن المالكين الجدد مقبولون عند شيرلي شميدت، كارل ساك، أو جيري إسبنسن الذين صوتوا ضد قرار استحواذ الشركة الصينية مع الشركاء الثلاثة الآخرين، ديني كرين قام بإهانة المالكين الجدد بالتصويب عليهم ببندقية تلوين، كانت المضايقات سببا في وضع خطة لتقليل مستوى الشركة الفرعية من قبل المالكين الجدد، كما وأعلن عن طرد كل الشخصيات الرئيسية ابتداء من 1 يناير 2009، أما تصرف ديني كرين نتج عنه إزالة اسمه من الشركة، لتصبح تشانج، بوول، وشميدت.
في مقابلة مع بطرسبرغ بوست-غازيت في 7 ديسمبر، أعلن ديفيد إي. كيلي أن ABC من أرادت إنهاء بوسطن ليغال، وأن المديرين التنفيذيين لم يرغبوا بموسم خامس، لهذا حاول إعادة المسلسل في موسم قصير من 13 حلقة.

## البطولة
| الممثل              | الشخصية     | الحالة                                                                 | الموسم(المواسم) |
| ------------------- | ----------- | ---------------------------------------------------------------------- | --------------- |
| جيمس سبيدر          | آلان شور    | 2004-2008(ظهر في The Practice من العام 2003-2004)                      | 1–5             |
| جون لاروكويت        | كارل ساك    | 2007-2008                                                              | 4–5             |
| كريستيان كليمنسن    | جيري إسبنسن | 2005-2008 (عاد في المواسم 2-3)                                         | 2–5             |
| تارا سمرز           | كايتي لويد  | 2007-2008                                                              | 4–5             |
| كانيس بيرغن         | شيرلي شميدت | 2005-2008                                                              | 1–5             |
| ويليام شانتر        | ديني كرين   | 2004-2008 (ظهر في The Practice في العام 2004)                          | 1–5             |
| رينيه أوبيرجونوا    | بول ليوستن  | 2004–2008 (عاد في المواسم 4-5)                                         | 1–5             |
| لايك بيل            | سالي هيب    | 2004–2005 (ظهرت في The Practice في العام 2004; عادت في الموسم 3; 2007) | 1, 3            |
| رونا ميترا          | تارا ويلسن  | 2004–2005 (ظهرت في The Practice من العام 2003–2004; عادت في الموسم 2)  | 1, 2            |
| مونيكا بوتر         | لوري كولسن  | 2004–2005 (عادت في الموسم 2)                                           | 1, 2            |
| مارك فالي           | براد تشايس  | 2004–2007 (عاد في الموسم 4)                                            | 1–4             |
| رايان ميشيل بايث    | سارا هووت   | 2005–2006                                                              | 2               |
| جولي بوين           | دينيس باور  | 2005–2007, 2008 (عادت في الموسم 5)                                     | 2–3, 5          |
| جاستن منتل          | غاريت ويلز  | 2005–2006                                                              | 2               |
| كونستانس زيمر       | كلير سيمس   | 2006–2007                                                              | 3               |
| كريغ بايركو         | جيفري كوهو  | 2006–2007                                                              | 3               |
| غاري أنتوني ويليامز | كلارنس بيل  | 2006–2008                                                              | 3–4             |
| سافرون بوروز        | لورين ويلر  | 2007–2008                                                              | 4               |
| تاجيري بي. هنسن     | وايتني روم  | 2007–2008                                                              | 4               |

هناك العديد من الممثلين البارزين شاركوا كضيوف شرف، مثل مايكل جاي. فوكس، جليل وايت. معظم الممثلين شاركوا في ستار تريك مثل ويليام شانتر، وبعضهم شارك في ساينفيلد مثل جيمس سبيدر.

## التقييم ونبذة عن المشاهدين
بالرغم من عدم إنتاج المسلسل كمسلسل رئيسي، إلا أنه استقطب غالبية المشاهدين طيلة السنوات الخمس، رغم تبديل ليالي العرض بين أيام الأحد إلى الأربعاء.
كان المسلسل الأشد تأثيرا نظرا لجذبه مشاهدي ABC لمتابعته، في استطلاع لمركز أبحاث Nielsen Media Research، بوسطن ليغال حقق أغلى مدخول من بين المشاهدين البالغين (الأعمار 18 إلى 49 مع 100000 دولار كمدخول سنوي).

## التوزيع على DVD
في 9 فبراير 2006، أعلن موقع tvshowsondvd.com أن شركة Fox Home Entertainment ستقوم بنشر المسلسل على أقراص DVD في 23 مايو 2006. المسلسل هو أول إنتاجات ديفيد إي. كيلي على DVD للبيع في الولايات المتحدة، على الرغم من أن مسلسل آلي مكبيل نشر في دول أخرى.

## الجوائز
الجوائز التي حصل عليها:
جائزة إيمي:
- جائزة أفضل بطولة رئيسية في فئة مسلسلات الدراما إلى جيمس سبيدر (2007)
- جائزة أفضل ممثل ضيف في فئة مسلسلات الدراما إلى كريستيان كليمنسن (بدور جيري «هاندز» إسبنسن 2006)
- جائزة أفضل خلط الأصوات في فئة تصوير الكاميرا الوحيدة إلى كريغ هنتر، بيتر كلسي، كلارك كنغ، ويليام بتر (2006)
- جائزة أفضل بطولة رئيسية في فئة مسلسلات الدراما إلى جيمس سبيدر (2005)
- جائزة أفضل بطولة مساندة في فئة مسلسلات الدراما إلى ويليام شانتر (2007)

حاز الأشخاص التالية أسماؤهم جوائز إيمي، لكن في مسلسل The Practice وبنفس الشخصيات:
- جائزة أفضل بطولة رئيسية في فئة مسلسلات الدراما إلى جيمس سبيدر (2004)
- جائزة أفضل بطولة مساندة في فئة مسلسلات الدراما إلى ويليام شانتر (2004)

غولدن غلوب:
- جائزة أفضل أداء لممثل في فئة البطولة المساندة في مسلسل، مسلسل قصير، أو فيلم تلفزيوني إلى ويليام شانتر (2005)

إلى جانب ذلك ترشح لعدد من الجوائز المختلفة من جوائز إيمي وغولدن غلوب ونقابة الممثلين Screen Actors Guild.

## العرض على القنوات العربية
- دبي-ون: عرض في فترة سابقة
- فوكس سيريز.

## وصلات خارجية
- الموقع الرسمي ضمن موقع ABC
- موقع DVD
- بوسطن ليغال على موقع IMDb (الإنجليزية)
- بوسطن ليغال على موقع ميتاكريتيك (الإنجليزية)
- بوسطن ليغال على موقع الموسوعة البريطانية (الإنجليزية)
- بوسطن ليغال على موقع روتن توميتوز (الإنجليزية)
- بوسطن ليغال على موقع كينوبويسك (الروسية)
- بوسطن ليغال على موقع ألو سيني (الفرنسية)
- بوسطن ليغال على موقع قاعدة بيانات الفيلم (الإنجليزية)
- موقع المسلسل في فوكس سيريز